# Fleury-sur-Andelle
Fleury-sur-Andelle is een gemeente in het Franse departement Eure (regio Normandië). De plaats maakt deel uit van het arrondissement Les Andelys. Fleury-sur-Andelle telde op 1 januari 2022 1.810 inwoners.

## Geografie
De oppervlakte van Fleury-sur-Andelle bedroeg op 1 januari 2022 3,79 vierkante kilometer; de bevolkingsdichtheid was toen 477,6 inwoners per km².

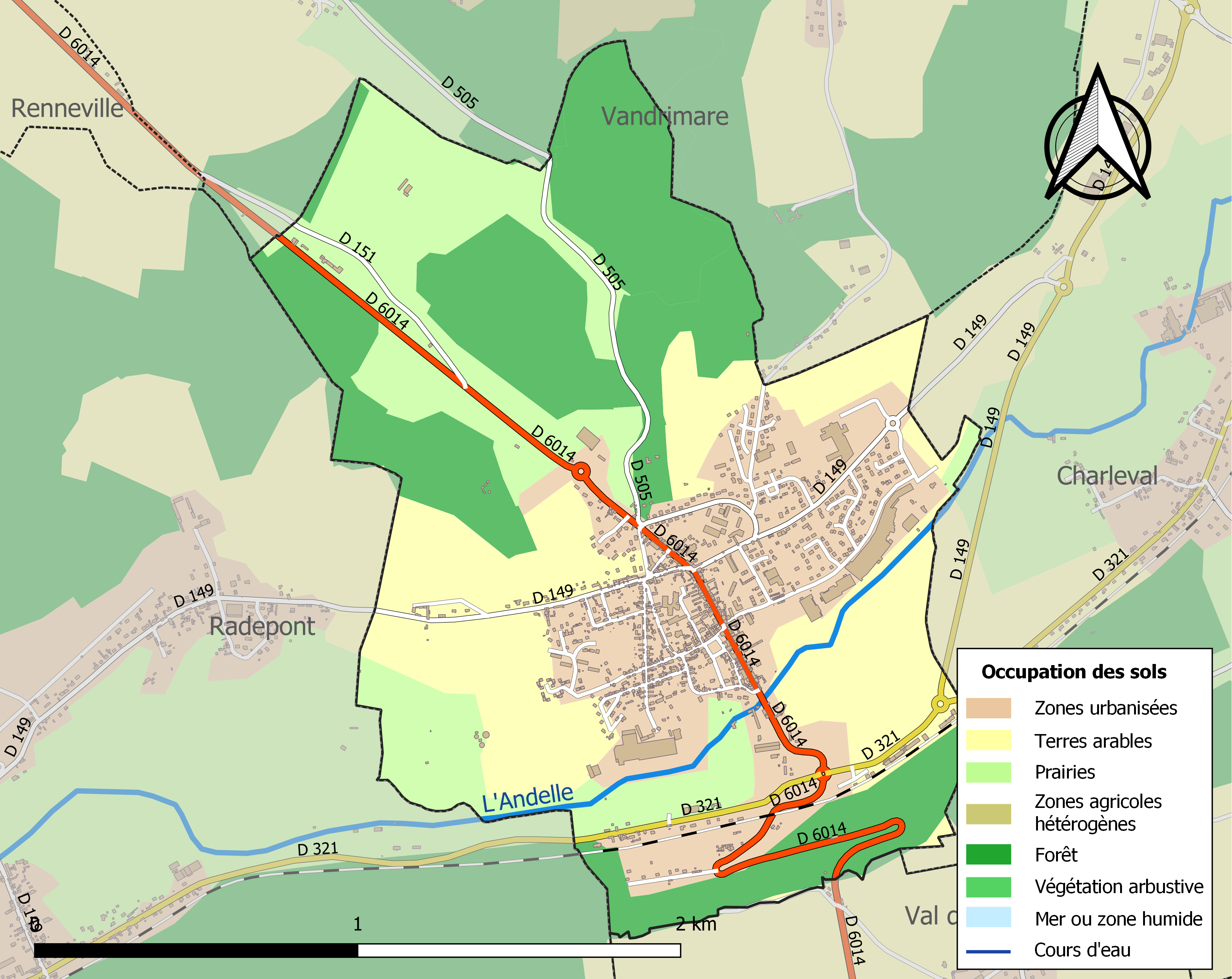
Kaart van de gemeente met belangrijkste infrastructuur, bodemgebruik en omliggende gemeenten

## Demografie
Onderstaande figuur toont het verloop van het inwonertal (bron: INSEE-tellingen).